# Desa Kujangsari (administrativ by i Indonesien, Jawa Barat, lat -6,96, long 107,64)
Desa Kujangsari är en administrativ by i Indonesien.   Den ligger i provinsen Jawa Barat, i den västra delen av landet, 120 km sydost om huvudstaden Jakarta.